# 楚攻羅之戰
楚攻羅之戰發生於前699年，楚國討伐羅國，被羅國軍隊打敗的一場戰爭。
楚武王四十二年（前699年）的春季，武王派遣莫敖屈瑕為元帥率領楚軍討伐羅國，令尹鬬伯比送之後對其車御曰：「莫敖必敗。舉趾高，心不固矣。」 鬬伯比預言莫敖此行定必失敗，見到楚王便提議多派軍隊，楚王入告夫人鄧曼，鄧曼說：「鬬伯比關心的不在兵力的多少，而是說君王要誠信鎮撫百姓，以德義訓誡官員，而要用刑法來威嚇莫敖。莫敖經過蒲騷之役的勝利，將自以為是，輕視羅國。君王若不加適當控制，豈不是等於不加防範嗎？」楚王派賴國人追趕，沒有追上。臨陣，莫敖傳令軍中，諫者有刑，軍隊凌亂地渡過鄢水，攻入羅國，莫敖輕敵不設防備，羅國與盧戎兩軍合擊楚國軍隊，楚軍大敗，屈瑕率餘部撤至荒谷自縊身死，其他將領也囚在冶父等候處罰，楚武王認為是自己的過錯。免去其他將領的罪。